# 輟學專家
《輟學專家》（英語：Accepted）是一部於2006年上映的美國喜劇電影。該部影片描述一群想要申請到心目中理想大學的高中應屆畢業生，因為各種不同的個人因素被他們所申請的學院與大學以委婉的回絕信拒絕他們的申請。拿不到录取通知书的這群高中應屆畢業生因為不敢向父母吐露自己沒被錄取進大學，所以一起建立一所假的學院來欺騙父母被該所假學院錄取。這部喜劇以戲劇化的手法重重的批評美國學院體系和大學排名系統。不像其他美國電影分級制度影片協會的電影，「Shit」這個字在該部影片中出現了一共62次，而這個字經常被隱射為南方哈蒙技術學院（英文：South Harmon Institute of Technology (S.H.I.T.)）的縮寫。

## 劇情
伯特利金（賈斯汀·隆 飾演）是一位會偽造假證件的高中生。可惜他的小聰明卻無法展現到課業成績上。無論如何，他收到了數封來自他申請的大學和學院的拒絕入學信。為了要得到他嚴厲父親（馬克達爾文 飾演）的認同，伯特利建立了一所名為南方哈蒙技術學院（英文：South Harmon Institute of Technology (S.H.I.T.)）的假學校。伯特利得到拿到知名哈蒙學院入學許可的薛門史瑞德（喬納·希爾 飾演）、單獨申請耶魯大學一間大學卻沒拿到入學許可的羅依（瑪麗亞蕾兒 飾演）、因為受傷而沒拿到運動獎學金的漢（哥倫布薛 飾演）、因為忘了寫名字而SAT拿到零分的葛連（亞當何區門 飾演）等高中同學的幫助。
為了讓這所假學院看起來像真的，伯特利開始說服他最好的朋友薛門史瑞德幫他在網路上架一個完全像真的假學校。為了取信於伯特利的父母親，他在知名的哈蒙學院旁邊租了一間荒廢已久的醫院，並將醫院重新整修讓它看起來像一所真正的學校。當他的父親堅持要與學院的院長會面，伯特利雇用了好友薛門史瑞德的舅舅班露意斯（露易斯布拉格 飾演）來假裝院長。表面上看似完美的計劃卻因為網站的設計大意——按一個鍵就錄取，卻導致將近300多位原本被其他學校拒絕的學生前來就學。  
伯特利理解到這些學生沒有其他的大學可以去，所以他讓這些學生們認為這所假大學是真的大學。在他偷偷到知名哈蒙學院旁聽以後，他讓學生們開始成立他們自己想上的課程和當作他們自己的老師。學生們寫下他們想要學的東西在一面巨大的黑板上。
同時，哈蒙學院的院長理查凡風恩（安東尼喜兒德 飾演）開始計劃要擴展哈蒙學院的院區。他派遣霍依安伯洛斯（崔維思風偉克 飾演）去處理掉這些原本位於新院區擴展計劃內的舊建築物，其中一棟舊建築物就是伯特利佔用舊醫院改成的南方哈蒙技術學院。當伯特利拒絕與霍依協商後，霍依試圖去揭穿這間新學校的秘密。
後來因為薛門史瑞德被打而告訴霍依假學校的真相，霍依並脅迫他交出所有假學校的資料。霍依並且故意邀請所有南方哈蒙技術學院學生們的家長到學校參加家長日，並藉機告訴這些家長南方哈蒙技術學院這所學院是假學校。
沒多久這所學院就被強制關閉，但是因為薛門史瑞德在假學校運作的時候曾送一封要求學校立案的信到美國俄亥俄州，所以這個舉動給了伯特利一個將假學院立案成為真學院的機會。
在美國俄亥俄州教育認證機構的官員們聽證下，伯特利開始講述傳統教育的失敗，且成功的說服了官員們讓假學院成為一年實驗學院。南方哈蒙技術學院因此重新開張，伯特利也重新得到他父母親的認同。
影片的最後，凡風恩院長走向他停在停車場的車旁，卻目擊愛車爆炸的瞬間，伯特利金驚訝地看著那個古怪的學生，從早先開始將他對精神動力爆炸的興趣變為現實。

## 演員
| 演員          | 劇中角色     |
| ------------- | ------------ |
| 賈斯汀·隆     | 伯特利金     |
| 喬納·希爾     | 薛門史瑞德   |
| 布蕾克·萊弗莉 | 摩尼卡摩爾蓮 |
| 露易斯布拉格  | 班露易斯     |
| 瑪麗亞蕾兒    | 羅依         |
| 亞當何區門    | 葛連         |
| 哥倫布薛      | 薛           |
| 安東尼喜兒德  | 理查凡風恩   |
| 崔維思風偉克  | 霍依安伯洛斯 |
| 馬克達爾文    | 傑克金       |

## 評價
儘管《輟學專家》在爛番茄網站上獲得大部份網友給與否定的評價，在滿分五顆星的Allmovie網站上只獲得三顆星，和Metacritic網站上只獲得47分，這部影片在一上映就獲得10,023,835的票房，且在2006年10月19日影片下檔前一共大賣36,323,505票房。

## 相關產品
- 2006年11月14日《輟學專家》的家用影片VHS和DVD正式上市。
- 繡有影片中南方哈蒙技術學院（英文：South Harmon Institute of Technology (S.H.I.T.)）的校服在網路上熱賣[5]。

## 資料來源
1. ↑  .   [2010-01-12]. （原始内容存档于2008-12-31）.
2. ↑  .   [2010-01-12]. （原始内容存档于2010-01-18）.
3. ↑  .   [2010-01-12]. （原始内容存档于2010-01-09）.
4. ↑  .   [2010-01-12]. （原始内容存档于2010-02-05）.
5. ↑  .   [2010-01-13]. （原始内容存档于2008-04-24）.

## 外部連結
- 《輟學專家》官方網站 （页面存档备份，存于）
- 《輟學專家》電影劇照
- 互联网电影数据库（IMDb）上《輟學專家》的资料（英文）
- 爛番茄上《輟學專家》的資料（英文）
- AllMovie上《輟學專家》的资料（英文）
- Metacritic上《輟學專家》的資料（英文）
- Box Office Mojo上《輟學專家》的資料（英文）